# Tsedenia Gebremarkos
Tsedina Gebremarkos es una artista etíope. Ha publicado canciones que tratan sobre el HIV y sobre el sida, y se ha encontrado con Brad Pitt cuando estuvo de visita por el país. Compartió el premio a la mejor artista femenina en la edición de 2004 de los Premios Kora por la canción "Ewedhalehu", con Achien'g Abura (Kenia) por su canción "Toto Wangu."
Tsedina ha trabajado recientemente con la banda de dub etíope Dub Colossus. Han lanzado un EP en junio de 2008 'A Town Called Addis' en la discográfica Real World Records, y un LP con el mismo nombre en agosto de 2008 en exclusiva con Bowers & Wilkins.

## Discografía
- Bisetegn

## Aparición en películas
Tsednia hará su primera aparición en el documental Motherland, que se estrenará en 2010, de los productores del documental "500 años después".